# 弗洛伊德·马丁
弗洛伊德·马丁（英語：Floyd Martin，1929年6月26日—2023年6月9日），加拿大男子冰球运动员。他曾代表加拿大参加1956年和1960年冬季奥林匹克运动会冰球比赛，共获得一枚银牌和一枚铜牌。